# 필립 글래저

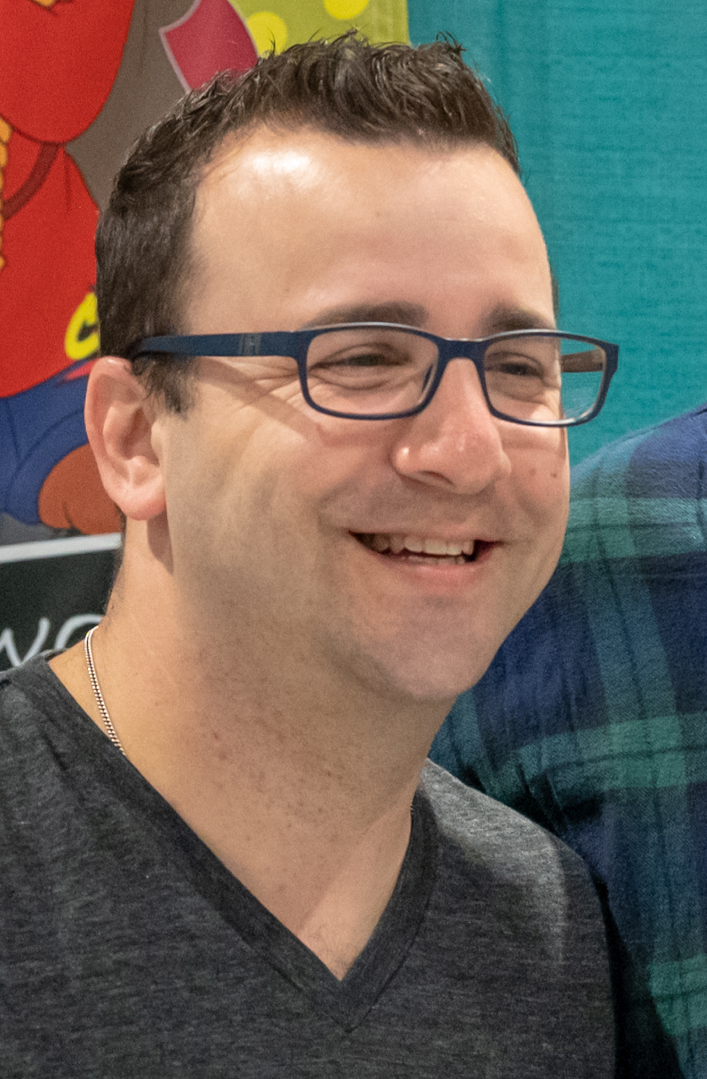

필립 글래서(Phillip Glasser, 영어 발음: /ˈɡlæsər/, 1978년 10월 4일 ~ )는 미국의 전직 배우, 영화 제작자이다. 애니메이션 《피블의 모험》(1986)과 속편 《피블의 모험 2》(1991)의 주인공 목소리 연기로 가장 잘 알려져 있다.

## 작품 목록

### 영화 출연
- 피블의 모험 (1986) - 피블 마우스키위츠 역 (목소리)
  - 피블의 모험 2 (1991)
- 멜리딕션: 저주받은 쾌락 (1990)
- Frosty Returns (1992)
- 센트럴 파크의 요정 (1994) - 목소리
- 스타 트랙 9 - 최후의 반격 (1998) - 촬영분 삭제
- 컷어웨이 (2000)
- 스밀로돈 (2002)

### 영화 제작
- 키킨 잇 올드 스쿨 (2007, Kickin' It Old Skool)
- 마피아 (2012, Mafia)
- 리들 (2013, Riddle)
- 슈퍼노바 지구 탈출기 (2013)
- Little Savages (2016)
- Gearheads (2016)
- 워 위드 그랜파 (2020)

### 텔레비전 출연
- 미녀마법사 사브리나 (1996)